# Canena
Canena là một đô thị trong tỉnh Jaén, Tây Ban Nha. Theo điều tra dân số 2006 (INE), đô thị này có dân số là 2.082 người.
38°03′B 3°28′T / 38,05°B 3,467°T